# 이경화 (배우)
이경화(1976년 3월 8일 ~ )는 대한민국의 배우이며 유한킴벌리 제품 <화이트>로 얼굴을 알린 뒤 깨끗한 이미지를 통해 1997년 SBS 7기 공채 탤런트로 데뷔했다.

## 학력
- 동덕여자고등학교
- 서울예술대학 연극과

## 출연작

### 드라마
- 2017년 SBS《엽기적인 그녀》 - 폐비한씨 역
- 2011년 KBS 2TV《브레인》 - 엄신영 역
- 2008년 SBS 《바람의 화원》 - 명 역
- 2008년 SBS 《아내의 유혹》
- 2007년 SBS 《연개소문》 - 양민황후 소씨 역
- 2006년 SBS 《사랑하고 싶다》 - 강지아 역
- 2005년 SBS 《서동요》 - 천명공주 역
- 2004년 SBS 《토지》 - 허보연 역
- 2003년 SBS 《백수탈출》
- 2003년 SBS 《왕의 여자》 - 폐빈 박씨 역
- 2002년 SBS 《야인시대》 - 박인애 친구 숙향 역 (최동열 기자 사촌동생 역
- 2001년 SBS 《화려한 시절》
- 2001년 SBS 《여인천하》
- 1997년 SBS 시트콤 《LA아리랑》

### 영화
- 《그녀는 예뻤다》 - 맞선 1 역
- 《선물》 - KFC 수경 역

1. ↑  “SBS 7기 새내기 스타 이경화”. 매일신문. 1997년 7월 9일. 2020년 7월 29일에 확인함.